# Беролина
Беролина је женска персонификација Берлина и алегоријска женска фигура која симболизује град. Један од најпознатијих портрета Беролине је статуа која је некада стајала на Александерплацу.

## Статуа
Године 1871, цар Вилхелм I наредио је изградњу статуе Беролине, висине 11 м, на тргу Belle-Alliance (данашњи Мерингплац), у част победничких трупа које су се вратиле из Француско-пруског рата.
Још једну статуу су 1889. дизајнирали вајари Емил Хундрајзер (1846–1911) и Мишел Лок (1848–1898) као декоративни елемент за државну посету краља Италије Умберта I. Фигура Беролина је изливена у гипсу и постављена на Потсдамер плац. Статуа висине 7,55 м приказивала је жену са круном од храстовог лишћа. Инспирација је наводно била једна слика у градској већници (Црвена градска кућа) која је приказивала ћерку берлинског обућара Ану Сасе.
1895. године, Хундрајзерова гипсана фигура је изливена у бакру и откривена на Александерплацу 17. децембра. Тешка пет тона, постављена је испред места где је Херман Тиц подигао своју робну кућу 1904. године.
Статуа је оштећена у борбама на барикадама Немачке револуције 1918-1919. Морала је бити уклоњена током изградње подземне линије У5 1927. године, али је поново постављена 1933. године. Оближња зграда Беролинахаус, изграђена 1929–1932, према плановима Петера Беренса, добила је име по статуи. Коначно је демонтирана 26. августа 1942. године и вероватно претопљена 1944. године у ратне сврхе. Модел је сачуван у Маркишес музеју.
Године 2000. основано је удружење под називом "Wiedererstellung und Pflege der Berolina e.V." (Реконструкција и одржавање Беролине еВ) са циљем да се обнови статуа.

## Име
Многе берлинске компаније носе назив "Беролина". Водећи немачки филмски студио из 1950-их звао се Беролина филм. У прошлости је било неколико радио и телевизијских емисија у којима се помиње персонификација града. Данас је то популарно име радија централне берлинске полиције.
Осамдесетих година прошлог века организоване су музичке награде "Беролина", спонзорисане од стране ТВ мрежа АРД, ЗДФ и ОРФ, а на телевизији их је водио Томас Готшалк 27. августа 1987. са укупно 15 музичара и бендова.
Неколико песама, музичких песама и драма носи назив „Беролина“; као на пример, дела Курта Тухолског, Гинтера Нојмана, Улија Херцога и Александра фон Бентајма.
Астероид главног појаса 422 Беролина, такође је назван по граду.

## Фото галерија
- Беролина на Потсдамер Плацу, 1889.
- Беролина на Александерплацу, 1900.
- Статуа 1942.
- Беролина плеше, скулптура Аксела Анклама, на Хаусвогтејплацу (2004)